# Дромина
Дромина (англ. Dromina; ирл. Drom Aidhne) — деревня в Ирландии, находится в графстве Корк (провинция Манстер).

## Демография
Население — 213 человек (по переписи 2006 года). В 2002 году население составляло 190 человек.
Данные переписи 2006 года:
| Общие демографические показатели |               |                               |                               |      |      |
| Всё население                    | Всё население | Изменения населения 2002—2006 | Изменения населения 2002—2006 | 2006 | 2006 |
| 2002                             | 2006          | чел.                          | %                             | муж. | жен. |
| 190                              | 213           | 23                            | 12,1                          | 107  | 106  |